# Bazylika św. Józefa w Bardstown
Bazylika konkatedralna św. Józefa jest amerykańskim katolickim kościołem parafialnym położonym przy 310 West Stephen Foster Avenue w Bardstown w Kentucky. Jest to dawna katedra byłej diecezji Bardstown (obecnie archidiecezji Louisville).

## Historia
Kamień węgielny położono 16 lipca 1816. Materiały do budowy zostały sprowadzone z okolicznych terenów. Architektem był John Rogers z Baltimore. W roku 1819 odprawiona tam została pierwsza msza św. Całkowite zakończenie budowy miało miejsce w 1823 roku. Wiele obrazów i rzeźb zdobiących wnętrze świątyni zostało podarowanych przez papieża Leona XII i króla Francji Ludwika Filipa.

## Obrazy podarowane przez króla Ludwika Filipa
- Ukrzyżowanie - autor Philippe-Jacques van Bree
- Obdarcie ze skóry św. Bartłomieja - Peter Paul Rubens
- Zesłanie Ducha Świętego - Van Eyck
- Św. Marek - Antoon van Dyck
- Św. Piotr w Okowach - tenże
- Jan Chrzciciel - tenże
- Ukoronowanie Najświętszej Maryi Panny - Bartolomé Esteban Murillo
- Zwiastowanie - Van Eyck
- Nauczanie chłopców - autor nieznany

Obrazy te zostały skradzione 12 listopada 1952 (były wówczas warte ok. 875 tys. dolarów). Po kilku miesiącach malowidła odzyskano.

## Znaczenie

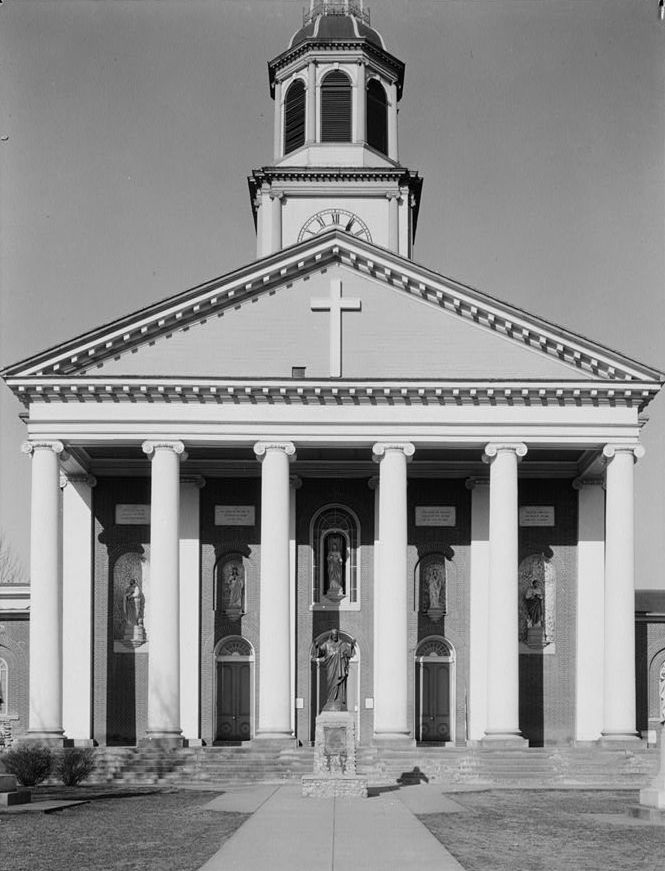
Fasada w 1934

Konkatedra w Bardstown była pierwszą amerykańską katedrą katolicką na zachód od Gór Allegheny. Stało się tak z powodu utworzenia w dniu 8 kwietnia 1808 diecezji z siedzibą w Bardstown. Kiedy w 1841 siedziba przeniesiona została do Louisville katedra w Bardstown stała się konkatedrą (pierwotną katedrą). 9 stycznia 1974 została wpisana do Narodowego Spisu Zabytków Historycznych. W sierpniu 2001 kościół został podniesiony przez Jana Pawła II do rangi bazyliki mniejszej. W roku 1995 historyczna diecezja Bardstown została diezecją tytularną, a konkatedra św. Józefa katedrą tytularną biskupa pomocniczego Brooklinu Jamesa Massy.